# المجنن (إب)

تعديل مصدري - تعديل

المجنن هي إحدى قرى عزلة ريمان بمديرية إب التابعة لمحافظة إب، بلغ تعداد سكانها 512 نسمة حسب تعداد اليمن لعام 2004.